# 烏克蘭白俄羅斯人

卡斯图斯·卡利诺夫斯基团也使用乌克兰白俄罗斯侨民的白红白旗。

白羅斯人在烏克蘭是僅次於烏克蘭人和俄羅斯人的第三大民族，與許多其他民族不同，白俄羅斯人在該國沒有任何特別的集中的聚居，而是在所有地區分佈得更不均勻。

## 歷史
在俄烏戰爭期間，一部分白俄羅斯志願者與烏克蘭人並肩作戰。烏克蘭的第一個外國志願者團體是帕霍尼亞支隊，成立於2014年頓巴斯戰爭期間。次年，戰術小組“白俄羅斯”成立，將白俄羅斯志願者團結在不同營中作戰。在基輔的為烏克蘭犧牲的白俄羅斯人紀念碑致力於悼念在俄烏戰爭中喪生的白俄羅斯志願者。
在烏克蘭的白羅斯人估計有275,000人，他們多數在蘇聯時代遷入，利沃夫在俄羅斯帝國和兩次世界大戰之間的波蘭期間一直是白俄羅斯人社區和文化生活的重要中心。現在，在利沃夫，克里米亞的塞瓦斯托波爾等主要城市都有白俄羅斯人組織。著名的白俄羅斯血統烏克蘭人是烏克蘭第四任總統維克多·亞努科維奇。